# Temporada 2020 del Campeonato de España de F4
La temporada 2020 del Campeonato de España de F4 fue la quinta temporada del Campeonato de España de F4. Fue un evento para vehículos de  rueda abierta, con coches que cumplen la regulación de la FIA para vehículos de Fórmula 4. El campeonato presentó conductores compitiendo en 1.4 litro Tatuus-Abarth monoplazas. La serie estuvo organizada por RFEDA.

## Lista de entrada
| Equipo                          | N.º. | Piloto               | Clase | Rondas |
| ------------------------------- | ---- | -------------------- | ----- | ------ |
| Drivex School                   | 5    | Manuel Silva         | N     | 4      |
| Drivex School                   | 6    | Ivan Nosov           |       | 1–5, 7 |
| Drivex School                   | 15   | Léna Bühler          | N F   | Todo   |
| Drivex School                   | 18   | Maksim Arkhangelskii | N     | 7      |
| Drivex School                   | 22   | Paul-Adrien Pallot   |       | Todo   |
| Drivex School                   | 26   | Augustin Collinot    |       | 1–5    |
| Drivex School                   | 44   | Guilherme Oliveira   | N     | 6      |
| Drivex School                   | 75   | Nicolas Baptiste     | N     | 6      |
| FA Racing by Drivex             | 85   | Valdemar Eriksen     |       | 1–5    |
| Global Racing Service           | 7    | Lorenzo Fluxá        | N     | Todo   |
| Global Racing Service           | 10   | Eloy Sebastián López | N     | 1–6    |
| Global Racing Service           | 31   | Álex García          |       | Todo   |
| Global Racing Service           | 52   | Suleiman Zanfari     | N     | Todo   |
| MOL Racing                      | 8    | Javier Sagrera       | N     | 1–5    |
| MP Motorsport                   | 11   | Enzo Joulié          | N     | Todo   |
| MP Motorsport                   | 13   | Joshua Dufek         | N     | Todo   |
| MP Motorsport                   | 23   | Thomas ten Brinke    | N     | 3–7    |
| MP Motorsport                   | 27   | Kas Haverkort        | N     | Todo   |
| MP Motorsport                   | 38   | Ignacio Montenegro   | N     | 3–4    |
| MP Motorsport                   | 64   | Mari Boya            | N     | Todo   |
| MP Motorsport                   | 96   | Oliver Goethe        | N     | Todo   |
| Jenzer Motorsport               | 14   | Filip Ugran          |       | 2      |
| Jenzer Motorsport               | 16   | Jasin Ferati         | N     | 2      |
| Jenzer Motorsport               | 84   | Francesco Simonazzi  | N     | 2      |
| M2 Competition                  | 17   | Émilien Denner       | N     | 7      |
| Fórmula de Campeones - Praga F4 | 33   | Carles Martínez      |       | Todo   |
| Fórmula de Campeones - Praga F4 | 34   | Quique Bordas        | N     | Todo   |
| Xcel Motorsport                 | 88   | Mehrbod Shameli      | N     | Todo   |

## Calendario de carrera
La serie se anunció el 4 de diciembre de 2019. Después, el inicio de la temporada estuvo retrasado por la Pandemia de COVID-19, la serie reinició un calendario nuevo el 1 de junio de 2020.
| Ronda | Ronda | Circuito                                | Fecha            | Pole Position     | Vuelta rápida     | Piloto ganador    | Escudería ganadora  | Rookie            |
| ----- | ----- | --------------------------------------- | ---------------- | ----------------- | ----------------- | ----------------- | ------------------- | ----------------- |
| 1     | R1    | Circuito de Navarra, Los Arcos          | 18 de julio      | Kas Haverkort     | Kas Haverkort     | Kas Haverkort     | MP Motorsport       | Kas Haverkort     |
| 1     | R2    | Circuito de Navarra, Los Arcos          | 19 de julio      | Kas Haverkort     | Kas Haverkort     | Kas Haverkort     | MP Motorsport       | Kas Haverkort     |
| 1     | R3    | Circuito de Navarra, Los Arcos          | 19 de julio      | Joshua Dufek      | Oliver Goethe     | Kas Haverkort     | MP Motorsport       | Kas Haverkort     |
| 2     | R1    | Circuit Paul Ricard, Le Castellet       | 22 de agosto     | Filip Ugran       | Filip Ugran       | Filip Ugran       | Jenzer Motorsport   | Kas Haverkort     |
| 2     | R2    | Circuit Paul Ricard, Le Castellet       | 23 de agosto     | Filip Ugran       | Kas Haverkort     | Filip Ugran       | Jenzer Motorsport   | Mari Boya         |
| 2     | R3    | Circuit Paul Ricard, Le Castellet       | 23 de agosto     | Mari Boya         | Mari Boya         | Oliver Goethe     | MP Motorsport       | Oliver Goethe     |
| 3     | R1    | Circuito de Jerez, Jerez de la Frontera | 19 de septiembre | Enzo Joulié       | Thomas ten Brinke | Mari Boya         | MP Motorsport       | Mari Boya         |
| 3     | R2    | Circuito de Jerez, Jerez de la Frontera | 20 de septiembre | Suleiman Zanfari  | Kas Haverkort     | Valdemar Eriksen  | FA Racing by Drivex | Oliver Goethe     |
| 3     | R3    | Circuito de Jerez, Jerez de la Frontera | 20 de septiembre | Kas Haverkort     | Thomas ten Brinke | Kas Haverkort     | MP Motorsport       | Kas Haverkort     |
| 4     | R1    | Circuit Ricardo Tormo, Cheste           | 26 de septiembre | Kas Haverkort     | Thomas ten Brinke | Kas Haverkort     | MP Motorsport       | Kas Haverkort     |
| 4     | R2    | Circuit Ricardo Tormo, Cheste           | 27 de septiembre | Kas Haverkort     | Joshua Dufek      | Kas Haverkort     | MP Motorsport       | Kas Haverkort     |
| 4     | R3    | Circuit Ricardo Tormo, Cheste           | 27 de septiembre | Kas Haverkort     | Mari Boya         | Kas Haverkort     | MP Motorsport       | Kas Haverkort     |
| 5     | R1    | Ciudad del Motor de Aragón, Alcañiz     | 31 de octubre    | Mari Boya         | Kas Haverkort     | Mari Boya         | MP Motorsport       | Mari Boya         |
| 5     | R2    | Ciudad del Motor de Aragón, Alcañiz     | 1 de noviembre   | Mari Boya         | Kas Haverkort     | Mari Boya         | MP Motorsport       | Mari Boya         |
| 5     | R3    | Ciudad del Motor de Aragón, Alcañiz     | 1 de noviembre   | Kas Haverkort     | Kas Haverkort     | Kas Haverkort     | MP Motorsport       | Kas Haverkort     |
| 6     | R1    | Circuito del Jarama, Madrid             | 7 de noviembre   | Kas Haverkort     | Kas Haverkort     | Kas Haverkort     | MP Motorsport       | Kas Haverkort     |
| 6     | R2    | Circuito del Jarama, Madrid             | 7 de noviembre   | Kas Haverkort     | Kas Haverkort     | Kas Haverkort     | MP Motorsport       | Kas Haverkort     |
| 6     | R3    | Circuito del Jarama, Madrid             | 7 de noviembre   | Kas Haverkort     | Kas Haverkort     | Kas Haverkort     | MP Motorsport       | Kas Haverkort     |
| 7     | R1    | Circuit de Barcelona-Catalunya          | 14 de noviembre  | Kas Haverkort     | Thomas ten Brinke | Kas Haverkort     | MP Motorsport       | Kas Haverkort     |
| 7     | R2    | Circuit de Barcelona-Catalunya          | 15 de noviembre  | Kas Haverkort     | Mari Boya         | Kas Haverkort     | MP Motorsport       | Kas Haverkort     |
| 7     | R3    | Circuit de Barcelona-Catalunya          | 15 de noviembre  | Thomas ten Brinke | Mari Boya         | Thomas ten Brinke | MP Motorsport       | Thomas ten Brinke |

## Campeonato
Los puntos estuvieron otorgados hasta arriba diez clasificados finishers en carreras 1 y 3 y para la parte superior ocho clasificado finishers en carrera 2. Para la segunda ronda en Paul Ricard solo para primera carrera otorgó todos los puntos.
| Carreras       | Posición, puntos por carrera | Posición, puntos por carrera | Posición, puntos por carrera | Posición, puntos por carrera | Posición, puntos por carrera | Posición, puntos por carrera | Posición, puntos por carrera | Posición, puntos por carrera | Posición, puntos por carrera | Posición, puntos por carrera | Posición, puntos por carrera | Posición, puntos por carrera |
| -------------- | ---------------------------- | ---------------------------- | ---------------------------- | ---------------------------- | ---------------------------- | ---------------------------- | ---------------------------- | ---------------------------- | ---------------------------- | ---------------------------- | ---------------------------- | ---------------------------- |
| Carreras       | 1.º                          | 2.º                          | 3.º                          | 4.º                          | 5.º                          | 6.º                          | 7.º                          | 8.º                          | 9.º                          | 10.º                         | Pole                         | FL                           |
| Carreras 1 & 3 | 25                           | 18                           | 15                           | 12                           | 10                           | 8                            | 6                            | 4                            | 2                            | 1                            | 2                            | 1                            |
| Carrera 2      | 15                           | 12                           | 10                           | 8                            | 6                            | 4                            | 2                            | 1                            |                              |                              |                              | 1                            |

### Campeonato de pilotos
Campeonato de novatos:   N 
Campeonato femenino: F
| Pos | Piloto                 | NAV | NAV | NAV | LEC | LEC | LEC | JER | JER | JER | CRT | CRT | CRT | ARA | ARA | ARA | JAR | JAR | JAR | CAT | CAT | CAT | Pts |
| Pos | Piloto                 | R1  | R2  | R3  | R1  | R2  | R3  | R1  | R2  | R3  | R1  | R2  | R3  | R1  | R2  | R3  | R1  | R2  | R3  | R1  | R2  | R3  | Pts |
| --- | ---------------------- | --- | --- | --- | --- | --- | --- | --- | --- | --- | --- | --- | --- | --- | --- | --- | --- | --- | --- | --- | --- | --- | --- |
| 1   | Kas Haverkort N        | 1   | 1   | 1   | 2   | Ret | 4   | Ret | 17  | 1   | 1   | 1   | 1   | 2   | 3   | 1   | 1   | 1   | 1   | 1   | 1   | 2   | 383 |
| 2   | Mari Boya N            | 2   | 9   | 4   | 3   | 2   | 3   | 1   | 18  | 2   | 7   | 4   | 2   | 1   | 1   | 3   | 3   | 11  | 4   | 3   | 3   | 3   | 272 |
| 3   | Thomas ten Brinke N    |     |     |     |     |     |     | 2   | 4   | 3   | 3   | 3   | 17  | 4   | 2   | 14† | 4   | 3   | 2   | 2   | 4   | 1   | 187 |
| 4   | Joshua Dufek N         | 11  | 7   | 3   | Ret | 6   | 5   | 3   | 3   | 5   | 2   | 2   | Ret | 3   | 4   | 10  | 2   | 2   | 5   | 4   | 6   | 4   | 187 |
| 5   | Oliver Goethe N        | 3   | 2   | 2   | 5   | 4   | 1   | 8   | 2   | 10  | 9   | 7   | 15  | Ret | 9   | 4   | 10  | 9   | 3   | 11  | 8   | 7   | 135 |
| 6   | Lorenzo Fluxá N        | 4   | 3   | 6   | 7   | 15  | 6   | 5   | 5   | 12  | 6   | 6   | 7   | 6   | 14  | Ret | 11  | 8   | Ret | 6   | 11  | 6   | 99  |
| 7   | Ivan Nosov             | Ret | 6   | 11  | 8   | 8   | 7   | 4   | 16  | 4   | 20  | 8   | 3   | Ret | 10  | 9   |     |     |     | 5   | 2   | 5   | 85  |
| 8   | Quique Bordas N        | Ret | 12  | 9   | 11  | 7   | 18  | 6   | 7   | 7   | 10  | 14  | 4   | 7   | 6   | 2   | 5   | 5   | Ret | 8   | 9   | 10  | 82  |
| 9   | Carles Martínez        | 13  | 4   | Ret | 17  | 16  | 10  | Ret | 11  | 13  | 5   | 10  | 5   | 14  | 5   | 6   | 6   | Ret | 11  | 9   | 10  | 8   | 56  |
| 10  | Filip Ugran            |     |     |     | 1   | 1   | 2   |     |     |     |     |     |     |     |     |     |     |     |     |     |     |     | 55  |
| 11  | Valdemar Eriksen       | 5   | 10  | 5   | 10  | 9   | 15  | Ret | 1   | 6   | 8   | 16  | 13  | 10  | 7   | 13  |     |     |     |     |     |     | 51  |
| 12  | Paul-Adrien Pallot     | 7   | 11  | 14  | 14  | 11  | 11  | 11  | 14  | 15  | 4   | 9   | 12  | 5   | 8   | Ret | 8   | 7   | 7   | 7   | 7   | 9   | 51  |
| 13  | Enzo Joulié N          | 10  | 14  | 16  | Ret | 12  | 14  | 7   | 6   | 16  | 12  | Ret | 8   | 9   | 11  | 8   | 9   | 10  | 6   | 13  | 14  | 15  | 33  |
| 14  | Francesco Simonazzi N  |     |     |     | 4   | 3   | 8   |     |     |     |     |     |     |     |     |     |     |     |     |     |     |     | 23  |
| 15  | Léna Bühler N F        | 12  | 8   | 8   | Ret | 13  | 17  | Ret | 8   | 14  | 18  | 15  | 16  | Ret | 15  | 5   | 16† | DNS | Ret | 10  | 5   | 12  | 23  |
| 16  | Augustin Collinot      | 6   | 5   | 7   | 13  | 10  | 12  | DNA | DNA | DNA | 17  | 17  | 14  | DNA | DNA | DNA |     |     |     |     |     |     | 20  |
| 17  | Suleiman Zanfari N     | 14  | 16  | 13  | 12  | 19  | 9   | DSQ | DSQ | 9   | 16  | 5   | 19  | 11  | 13  | 7   | 12  | 6   | 10  | 15  | 12  | 16  | 19  |
| 18  | Mehrbod Shameli N      | 9   | 15  | 15  | 16  | 18  | 20  | 13  | 15  | 19  | 13  | Ret | 6   | 8   | 12  | Ret | 15  | Ret | 8   | 14  | 13  | 13  | 18  |
| 19  | Guilherme Oliveira N   |     |     |     |     |     |     |     |     |     |     |     |     |     |     |     | 7   | 4   | 9   |     |     |     | 16  |
| 20  | Jasin Ferati N         |     |     |     | 6   | 5   | 13  |     |     |     |     |     |     |     |     |     |     |     |     |     |     |     | 14  |
| 21  | Javier Sagrera N       | 8   | 13  | 10  | 9   | Ret | 21† | 10  | 10  | 17  | Ret | 11  | Ret | DNA | DNA | DNA |     |     |     |     |     |     | 8   |
| 22  | Eloy Sebastián López N | 15  | 18  | 12  | 18  | 17  | 19  | Ret | 13  | 8   | 15  | 13  | 18  | 13  | Ret | 12  | DNA | DNA | DNA |     |     |     | 4   |
| 23  | Álex García            | 16  | 17  | 17  | 15  | 14  | 16  | 9   | 9   | 11  | 11  | 12  | 9   | 12  | 16  | 11  | 13  | 13  | Ret | 12  | 17  | 11  | 4   |
| 24  | Manuel Silva N         |     |     |     |     |     |     |     |     |     | 14  | 19  | 10  |     |     |     |     |     |     |     |     |     | 1   |
| 25  | Ignacio Montenegro N   |     |     |     |     |     |     | 12  | 12  | 18  | 19  | 18  | 11  |     |     |     |     |     |     |     |     |     | 0   |
| 26  | Nicolas Baptiste N     |     |     |     |     |     |     |     |     |     |     |     |     |     |     |     | 14  | 12  | 12  |     |     |     | 0   |
| 27  | Maksim Arkhangelskii N |     |     |     |     |     |     |     |     |     |     |     |     |     |     |     |     |     |     | 16  | 15  | 14  | 0   |
| 28  | Émilien Denner N       |     |     |     |     |     |     |     |     |     |     |     |     |     |     |     |     |     |     | 17  | 16  | 17  | 0   |
| Pos | Piloto                 | R1  | R2  | R3  | R1  | R2  | R3  | R1  | R2  | R3  | R1  | R2  | R3  | R1  | R2  | R3  | R1  | R2  | R3  | R1  | R2  | R3  | Pts |
| Pos | Piloto                 | NAV | NAV | NAV | LEC | LEC | LEC | JER | JER | JER | CRT | CRT | CRT | ARA | ARA | ARA | JAR | JAR | JAR | CAT | CAT | CAT | Pts |
|     |                        |     |     |     | R1  | R2  | R3  | R1  | R2  | R3  | R1  | R2  | R3  | R1  | R2  | R3  | R1  | R2  | R3  | R1  | R2  | R3  |     |

| Color     | Resultado                                                               |
| --------- | ----------------------------------------------------------------------- |
| Oro       | Ganador                                                                 |
| Plata     | 2.ª plaza                                                               |
| Bronce    | 3.ª plaza                                                               |
| Verde     | Finalizó en los puntos                                                  |
| Azul      | Finalizó sin puntos                                                     |
| Azul      | NC - No clasificado                                                     |
| Violeta   | Ret - No terminó (Carrera)                                              |
| Rojo      | DNQ - No se clasificó                                                   |
| Negro     | DSQ - Descalificado                                                     |
| Blanco    | DNS - No empezó (carrera)                                               |
| Blanco    | WD - Retirado (fin de semana)                                           |
| Blanco    | C - Carrera cancelada                                                   |
| Sin color | DNP - Inscrito pero no participó                                        |
| Sin color | INJ - Lesionado                                                         |
| Sin color | EX - Excluido                                                           |
| Estado    | Resultado                                                               |
| Negrita   | Pole position                                                           |
| Cursiva   | Vuelta rápida                                                           |
| †         | Abandona, pero clasifica al completar el porcentaje requerido para ello |

- † — Los conductores no acabaron la carrera, pero estuvo clasificado cuando  completaron encima 75% de la distancia de carrera.

### Campeonato de equipos
| Pos | Equipo                        | Pts |
| --- | ----------------------------- | --- |
| 1   | MP Motorsport                 | 745 |
| 2   | Drivex School                 | 239 |
| 3   | Fórmula de Campeones Praga F4 | 142 |
| 4   | Global Racing Service         | 125 |
| 5   | Jenzer Motorsport             | 75  |
| 6   | Xcel Motorsport               | 18  |
| 7   | MOL Racing                    | 7   |